# Хартман, Лиза
Лиза Хартман Блэк (англ. Lisa Hartman Black, род. 1 июня 1956) — американская актриса, композитор, продюсер и кантри-певица.

## Жизнь и карьера
Лиза Хартман родилась в Хьюстоне, штат Техас и впервые получила национальную известность благодаря заглавной роли в ситкоме «Табита» (1977—1978), который был спин-оффом шоу «Моя жена меня приворожила». С тех пор она сыграла более сорока ролей на телевидении и в кино, а параллельно занималась карьерой певицы, выпустив несколько альбомов.
Хартман добилась наибольшей известности благодаря роли рок-певицы Сиджей Данн в прайм-тайм мыльной опере «Тихая пристань». Когда её персонаж был убит в 1983 году, Хартман оказалась настолько популярна у зрителя, что авторам сериала пришлось вернуть актрису и сделать для её героини двойника по имени Кэти Гири. Она осталась в шоу вплоть до 1986 года, а между тем сыграла главную роль в коммерчески успешном, но разгромленном критиками кинофильме 1984 года «Солнце, море и парни».
В 1999 году Хартман и Клинт Блэк записали дуэтный сингл «When I Said I Do», возглавивший кантри-чарт США и отмеченный номинацией на «Грэмми». В 1992 году она сыграла главную роль в недолго просуществовавшем сериале «Дорога на Малибу 2000» и после этого в основном играла в различных сделанных для телевидения фильмах, в основном для канала Lifetime.

## Личная жизнь
В 1991 году Хартман вышла замуж за кантри-певца Клинта Блэка. В 2001 году у них родилась дочь Лили Перл Блэк.